# Borek (Krapkowice)
Pour les articles homonymes, voir Borek.
Borek est une localité polonaise de la gmina et du powiat de Krapkowice en voïvodie d'Opole.